# Camponotus angusticollis
Camponotus angusticollis é uma espécie de inseto do gênero Camponotus, pertencente à família Formicidae.